# Andrea Bordeaux
Pour les articles homonymes, voir Bordeaux (homonymie).
Andrea Shunte Bordeaux, née le 31 mars 1987 dans le comté de Bell au Texas, est une actrice et mannequin américaine. Elle est surtout connue pour ses rôles d'Harley Hidoko dans la série télévisée NCIS: Los Angeles et d'Ella McFair dans Run the World.

## Filmographie

### Cinéma
- 2009 : Pressure : Pamela
- 2012 : Hello I Must Be Going : Une hôtesse
- 2012 : What Maisie Knew : Une serveuse
- 2013 : In Lieu of Flowers : Melissa
- 2014 : My Man Is a Loser : Jordan
- 2016 : Hopeless, Romantic : Kelly
- 2017 : Afterburn/Aftershock : LaConnie

### Télévision

#### Séries télévisées
- 2010 : The Stay-At-Home Dad : Bombasse à la gym
- 2010 : New York, unité spéciale : Rebecca (saison 12, épisode 10)
- 2011 : How to Make It in America : L'assistante de Yosi
- 2012 : Smash : L'assistante de casting
- 2012 : NYC 22 : Dani
- 2012 : Made in Jersey : JaQuay
- 2013 : NCIS: Enquêtes spéciales : Courtney
- 2013-2014 : Rizzoli & Isles : Neda (3 épisodes)
- 2014 : Marry Me : Une serveuse
- 2015 : Esprits criminels : Kelly Goodwin
- 2015 : Bones : Anna Lloyd
- 2017-2018 : NCIS: Los Angeles : Harley Hidoko (22 épisodes)
- 2019 : Dynastie : Gloria Collins
- 2021 : Run the World : Ella McFair (8 épisodes)
- 2024 : Chicago Med : Krista Decembly (saison 10, épisode 8)

#### Téléfilms
- 2016 : Désespérément romantique : Kelly
- 2017 : L'amour ne s'achète pas : Megan